# Halessia
Felipe Salinas Cavina (Assis, 27 de junho de 1996), mais conhecido pelo seu nome artístico Halessia, é um modelo, empresário, maquiador e drag queen brasileiro, mais conhecido por sua marca de perucas, Rocker Front & Full Laces.

## Início da vida
Halessia nasceu em 27 de junho de 1996, na cidade de Assis, São Paulo. Filho caçula da camareira Marisol Salinas e do pedreiro Eduardo Cavina, aos seis anos, mudou-se para Barra da Lagoa, em Florianópolis, onde viveu até os dezoito anos. Ao alcançar a maioridade, decidiu seguir seu sonho de trabalhar como drag queen e modelo, o que o levou a se mudar posteriormente para a cidade de São Paulo.

## Carreira

### 2014–2019: Início e Rocker Front & Full Laces
Em 2014, antes de iniciar sua carreira como drag queen, Halessia começou a ficar popular no Tumblr, onde postava fotos conceituais, bem editadas e no estilo dos garotos norte-americanos. Ele acabou se destacando e ganhando notabilidade nas redes sociais devido às suas fotos diferenciadas no mercado brasileiro. Com o sucesso nas redes sociais, Halessia começou a ser agenciado pela Ford Models Brasil, em Florianópolis. Mais tarde, ele acabou desistindo da carreira de modelo. Aos 18 anos, Halessia iniciou sua carreira como drag queen, onde fez sua primeira montação para uma festa de Dia das Bruxas, e desde então fez performances em toda Santa Catarina. Em 2016, Halessia se mudou para São Paulo para participar de uma seletiva para apresentar o programa Drag Me as a Queen, do E!. Ele acabou não passando na seletiva do programa, porém se estabeleceu em São Paulo e deu início à sua carreira fazendo performances nas baladas de São Paulo. Halessia iniciou sua jornada no empreendedorismo fundando uma loja de chokers, onde ele mesmo produzia as peças e as vendia pelo Instagram. Em 2018, Halessia lançou sua marca de perucas, a Rocker Front & Full Laces. Rapidamente, alcançou aclamação do público nas redes sociais e de grandes artistas brasileiros como Anitta, Luísa Sonza, Manu Gavassi e Gloria Groove, entre outras celebridades que são clientes da sua marca.

### 2020–presente: Way Model e Paris Fashion Week
Em 2020, Halessia, assinou contrato com a Way Model, mesma agência de celebridades como Sasha Meneghel, Caroline Trentini e Alessandra Ambrósio. Mais tarde, Halessia teve uma breve participação como jurado convidado no programa Love for the Arts. Em agosto do mesmo ano, Halessia foi capa da renomada resvista Vogue, edição que celebra a liberdade de ser quem você é. Ele cita como suas maiores influências artísticas Naomi Campbell, Gisele Bündchen, Lady Gaga, RuPaul, Nicki Minaj e Iggy Azalea. Em 2021, Halessia estreou sua carreira musical e lançou o single "Supermodel". Como uma fashion queen, os looks do videoclipe foram muito importantes para o desenvolvimento do seu projeto. Em 2023, Halessia conquistou o posto de musa do bloco de Sabrina Sato. O Carnaval da Sabrina + Unidos do Bar Brahma, em São Paulo. Mais tarde, Halessia desfilou na São Paulo Fashion Week e na Casa de Criadores. No mesmo ano, Halessia foi convidado pelo Festival de Cannes para a premiére do filme Jeanne du Barry, realizado no Grand Théâtre Lumière. Em setembro do mesmo ano, durante a passagem da cantora Iggy Azalea pelo Brasil, ela presenteou Halessia com o figurino usado em sua apresentação realizada na  primeira edição do The Town. A cantora ainda entregou uma carta escrita à mão. Atualmente, Halessia reúnem uma legião de fãs nas redes sociais, onde soma números impressionantes. No TikTok, o perfil ultrapassa 69 milhões de curtidas e 3,9 milhões de seguidores, além dos mais de 1,5 milhões de seguidores no Instagram. Em 2024, Halessia fez sua estreia nas passarelas de Paris. Foi escalado para desfilar pela renomada grife Windowsen durante a Paris Fashion Week realizado na França, marcando história ao se tornar a primeira drag queen brasileira a desfilar na Semana de Moda de Paris.

## Vida pessoal
Durante um vídeo em seu canal do YouTube, Halessia relata se identificar como uma pessoa não-binária e pansexual.

## Controvérsias

### WePink
Halessia publicou um vídeo em seu perfil do Instagram, falando sobre a publicidade que fez para a polêmica base da WePink, marca da influenciadora Virginia Fonseca. A pedido dos seguidores, ele se pronunciou sobre o conteúdo que testava e elogiava o produto reprovado por diversos influenciadores do segmento de beleza como Karen Bachini.
| “ | Gente, a base de R$200 da Virginia, vamos lá… Eu fui pago pra divulgar o produto quando ele saiu. No caso, apresentar para meus seguidores, falar as características, testando na minha pele e concluir com uma maquiagem drag queen. Eu não faço o tipo de vídeo teste que adiciona água igual as outras blogueiras fazem, que é passar apenas o produto e ir testando, comparando. Eu nunca faço esse tipo de resenha porque não é o meu forte, eu deixo pra quem tem mais propriedade pra falar dessa forma. | ” |
|   | — Halessia , via Instagram. |   |

Halessia argumentou que não costuma fazer o tipo de resenha que outras blogueiras e que testou o produto apenas para fazer uma maquiagem de drag queen, que exige mais camadas e finalização. Ele continuou o desabafo explicando todo o processo que fez para a construção da maquiagem no vídeo da publicidade. Segundo ele, o objetivo era apenas apresentar como o produto ficava em sua pele.

## Prêmios e indicações
| Ano  | Prêmio                | Categoria    | Resultado | Ref.   |
| ---- | --------------------- | ------------ | --------- | ------ |
| 2022 | MTV Millennial Awards | Miaw Fashion | Indicado  | [ 22 ] |